# Jan Ø. Jørgensen
Jan Østergaard Jørgensen (født 31. december 1987 i Svenstrup) er en dansk badmintonspiller, der har vundet Denmark Open 31. oktober 2010 og DM i 2012, 2013 og igen i 2015 (Skadet i 2014). Pr. 4. juni 2015 lå han nr. 2 på verdensranglisten i herresingle.  Jan Ø. Jørgensen har vundet tre superseries titler, 2010 Denmark Open, 2013 French Open og 2014 Indonesia Open (som den første europæer i herresingle). Han er ligeledes forsvarende europamester i herresingle (2014).
Han er gift med håndboldspilleren Stine Jørgensen. Han spiller for Vendsyssel Elitebadminton.

## Karriere
- Guld China Open 2016
- Guld Thomas Cup i 2016
- Guld EM i 2014
- Guld Indonesia Open 2014
- Guld French Open 2013
- Guld German Open 2015
- Sølv All-England 2015
- Sølv Indonesia Open 2015
- Bronze EM i 2008 og 2012 i herresingle[4]
- Sølv EM i 2010[5]
- Guld Denmark Open 2010:
- Sølv China Open 2009:
- Guld Danmarksmesterskaberne 2012, 2013 og 2015[6]